# Irak en los Juegos Paralímpicos de Sídney 2000
Irak estuvo representado en los Juegos Paralímpicos de Sídney 2000 por tres deportistas masculinos. El equipo paralímpico iraquí no obtuvo ninguna medalla en estos Juegos.